# Jack Byrne
Jack Byrne (2 de junho de 1951 — 4 de junho de 2008) foi um político do Canadá. 

## Biografia
Começou sua carreira política em 1993 nas eleições gerais da província de Terra Nova e Labrador, representando o distrito extremo oriental da capital da província, St. John's. Ele foi remanejado para o distrito de Cape St. Frances, nas eleições gerais da Terra Nova e Labrador de 1996, onde permaneceu até a sua morte em 2008.
Jack Byrne também serviu como vice-presidente na Câmara legislativa de Terra Nova e Labrador, cargo que exerceu até a sua morte. Ele também serviu como ministro dos assuntos municipais de Terra Nova e Labrador, entre 2003 e 2007.